# Loana Radecki
Pour les articles homonymes, voir Loana (homonymie) et Radecki.
Loana Katharina Radecki (née en 1963 à Berlin) est une ancienne modèle et reine de beauté allemande. 

## Biographie
En 1983, elle est élue Miss Berlin au Grand-Hôtel de l’Europe de Bad Gastein en Autriche dans le cadre du concours miss Allemagne. 
La même année, elle atteint en juillet la demi-finale du concours miss Univers organisée à Saint-Louis (Missouri) et prend part en octobre au concours de miss International organisé à Osaka. En mars 1984, elle figure à la cinquième place du classement du concours miss Europe à Bad Gastein. 

## Filmographie
Elle apparaît dans le documentaire Thron und Taxi consacré au tournoi de Miss Allemagne de 1983 auprès de Erich Reindl, l'ancien organisateur. (Première diffusion TV le 5 décembre 1984 sur la ZDF dans la série Das kleine Fernsehspiel).